# Генетично модифікований організм
Генети́чно модифіко́ваний органі́зм (ГМО) — організм, генотип якого було змінено за допомогою методів генної інженерії. Генетична модифікація відрізняється від природного та штучного мутагенезу саме направленою зміною генотипу. При цьому генетичний матеріал переносять з одного організму в інший, використовуючи технологію рекомбінантних ДНК. Якщо при цьому ДНК, яку переносять, походить з іншого виду, отримані організми називають трансгенними.

## Отримання
Основні етапи створення ГМО:
1. Отримання ізольованого гена.
2. Введення гена у ДНК-вектор.
3. Перенесення вектора з геном в організм, що модифікують (процес трансформації).
4. Експресія генів у трансформованій клітині.
5. Відбір (селекція) трансформованого біологічного матеріалу (клону) від нетрансформованого.

Отримати необхідний ген можна як з природного джерела (геному), так і з геномної бібліотеки. Він може бути отриманий і хімічним (за наявності відповідної послідовності нуклеотидів) чи ферментативним (використання механізму зворотньої транскрипції) шляхами. На сьогодні процес штучного (хімічного) синтезу генів є рутинною справою. Здійснюється такий процес за допомогою комп'ютеризованих пристроїв, що продукують різні послідовності ДНК довжиною 100—140 пар нуклеотидів (олігонуклеотиди). Ще одним методом отримання чи накопичення потрібної послідовності ДНК є ПЛР.
Щоб вбудувати ген у вектор, використовують ферменти — рестриктази та лігази. За допомогою рестриктаз векторна ДНК розрізається в певних ділянках і вбудовується необхідний ген. Зшивається дана конструкція за допомогою лігази.
Техніка введення генів у бактерії була розроблена після того, як Фредерік Гріффіт відкрив явище бактеріальної трансформації. В основі цього явища лежить примітивний статевий процес, який у бактерій супроводжується обміном невеликими фрагментами нехромосомної ДНК, плазмідами. Плазмідні технології лягли в основу введення штучних генів в бактеріальні клітини. Для введення готового гена у спадковий апарат клітин рослин та тварин використовують процес трансфекції.
Якщо модифікації піддаються одноклітинні організми або культури клітин багатоклітинних, то на цьому етапі починається клонування, тобто відбір тих організмів та їхніх нащадків (клонів), які піддалися модифікації. Як реципієнти, в геном котрих вбудовують чужорідні гени, використовують ембріональні клітини ссавців, деяких рослин, дрозофіли, протопласти рослин, мікроспори, зародки рослин та ін. Перенесення потрібних генів у межах вектора можливо здійснити за допомогою декількох методів.
1. Мікроін'єкція. За допомогою мікроголки та маніпулятора в клітину, або безпосередньо в ядро, вводиться векторна ДНК. В основному метод використовують для модифікації дрозофіл та рослин.
2. Електропорація. Рослинні протопласти чи тваринні клітини оброблюють імпульсами електричного поля високої напруги, що збільшує проникненість мембрани на деякий час. За цей період чужорідна ДНК проникає крізь утворені пори.
3. Транспорт ДНК в складі ліпосоми. В даному випадку використовується властивість ліпосом зливатись з клітинною мембраною, або поглинатись клітиною, як у випадку ендоцитозу. В самій клітині відбувається руйнування ліпосоми та вивільнення привнесеної ДНК. Метод використовується як для трансформації тваринних клітин, так і рослинних (протопластів).
4. Бомбардування мікрочастинками (метод балістичної трансформації). Для цього використовують частинки золота чи вольфрама розміром 0,3 — 0,6 мкм. На їх поверхні закріплюється векторна ДНК. Готові частинки заряджають у «генну пушку» та здійснюють обстріл клітин під високим тиском, або під електричним розрядом. Даний метод широко використовують для трансформації однодольних чи хвойних рослин. Бомбардування використовують при генотерапії.
5. Використання бактерії Agrobacterium tumefaciens (використання природних форм переносу генів) чи здатність лентивірусів переносити гени в клітини тварин.

## Історія
Історія ГМО починається в 1970-ті роки, коли формується нова галузь науки — генетична інженерія. Перші рекомбінантні бактерії було створено у 1973; це була вже існуюча бактерія E. coli, яка експресувала ген Сальмонелли. Вчені з самого початку усвідомлювали, що потрібно враховувати можливі ризики та етичні проблеми, пов'язані з використанням нової технології. У лютому 1975 року понад 100 вчених зібралися у Каліфорнії на Асиломарській конференції, де був прийнятий мораторій на дослідження в області генної інженерії, поки не будуть оцінені можливі ризики її використання. Після накладання мораторію дослідження все одно продовжувалися, але в значно менших масштабах і з жорсткішим регулюванням. У 1975 році Герберт Бойєр заснував першу компанію, яка використовувала технологію рекомбінантних ДНК — Genentech, і у 1978 компанія оголосила про створення лінії E. coli, яка виробляє людський білок інсулін.
Всі випадки використання ГМО широко обговорювалися у пресі. У 1986 році полеміка розгорнулася навколо застосування створених за допомогою генної інженерії («ice-minus» бактерій). Вихідна бактерія живе на багатьох рослинах, роблячи їх чутливими до заморозків, оскільки білок, який вона виділяє, сприяє утворенню кристалів льоду на рослинах. За допомогою генної інженерії були отримані так звані «Ice-minus» бактерії, у яких видалений ген, що кодує цей білок. Мета полягала у тому, щоб розбризкуючи суспензію цих бактерій на рослини, зробити їх стійкішими до заморозків. Розгорнулася широка полеміка щодо того, наскільки небезпечним є вивільнення ГМО в навколишнє середовище, проте зрештою дозвіл було отримано. Після цього випадку правила стали більш чіткими і зменшилися обмеження на використання ГМО.
Лінії ГМО, призначені для комерційного використання, в США у 80-ті роки почали перевірятися такими державними структурами як NIH (Національний інститут здоров'я) та FDA (Управління по контролю за якістю харчових продуктів, медикаментів та косметичних препаратів). Після того, як була доведена безпечність їх застосування, ці лінії організмів отримали допуск на ринок.
Широко застосовуватися комерційне культивування ГМО почало в середині 1990-х. З того часу їх використання зростає з кожним роком.

## Використання
ГМО використовують в біологічних та медичних дослідженнях, виробництві ліків, генній терапії та у сільському господарстві. За допомогою ГМО вивчаються закономірності розвитку деяких захворювань, процеси старіння та регенерації. Генну інженерію використовують для створення нових сортів рослин, стійких до несприятливих умов середовища, гербіцидів та шкідників або рослин, що мають покращені ростові та смакові якості.
Згідно з Міжнародною службою з придбання агробіотехнічних розробок (ISAAA), у 2010 приблизно 15 мільйонів фермерів вирощували генетично модифіковані культури у 29 країнах.
Загальна комерційна цінність біотехнологічних культур, вирощених у 2008 році була оцінена у 130 мільярдів доларів. Найбільше вирощують генетично модифіковану сою, кукурудзу та бавовну.
Не менш широко використовують транс-модифікованих тварин. У лютому 2009 FDA схвалила перші біологічні ліки з ГМ тварини кози. Препарат, ATryn, є антикоагулянтом, який знижує імовірність утворення тромбів під час хірургічного втручання при народженні дитини. Його екстрагують з козячого молока.

### Виявлення та регулювання наявності ГМО
Виявлення ГМО у їжі здійснюється шляхом застосування таких технологій, як ДНК-мікрочип та метод ПЛР. Основними елементами скринінгу можуть слугувати такі послідовності, як 35S промотор, Nos термінатор, pat чи маркерні ДНК послідовності для офіційно затверджених та схвалених для споживання ГМО (Mon810, Bt11, GT73 та ін.). Важливим моментом під час поширення та комерціалізації ГМО на світовому ринку є маркування продуктів із вмістом ГМО Маркування може бути обов'язковим чи добровільним. У Канаді та США маркування є добровільним , тоді як у Європі всі продукти, які містять більше ніж 0.9 % схвалених до використання ГМО мають маркуватися. В Україні маркуванню підлягають не тільки продукти отримані з ГМО, а також харчові добавки, отримані за допомогою ГМО Крім того, Україна стала першою державою у світі, яка зобов'язала виробників та імпортерів харчових продуктів вказувати позначення «без ГМО» в маркуванні всіх, без винятку, харчових продуктів, навіть тих, у яких ГМО не може бути ні теоретично, ні практично.

### Трансгенні мікроорганізми
Бактерії були першими організмами, генетично модифікованими у лабораторії На сьогодні їх використовують для різних цілей, з яких надзвичайно важливою є виробництво великої кількості людських білків, які можуть використовуватися у медицині.
Наприклад, генетично модифіковані бактерії використовують для виробництва людського інсуліну. Також бактерії використовують для виробництва факторів згортання крові для лікування гемофілії.

### Трансгенні тварини
Один з перших успішних експериментів по створенню трансгенних тварин було проведено на мишах. В геном миші було вбудовано ген, що кодує гормон росту пацюка, з'єднаний з сильним промотором, який стимулювався, якщо в раціоні мишей були наявні важкі метали. В результаті при годуванні важкими металами ці миші росли у два рази швидше за нетрансгенних мишей і досягали вдвічі більших розмірів. На сьогодні при створенні трансгенних тварин застосовують 5 методів:
- введення ДНК у яйцеклітину;
- введення ДНК у стовбурові клітини;
- введення ДНК за допомогою векторів на основі вірусів;
- трансфекцію;
- введення ДНК за допомогою ліпосом.

Один з найперспективніших напрямків генної інженерії — «вирощування ліків на фермі» — отримання з молока трансгенних тварин великої кількості рідкісних або дорогих білків, що застосовуються у медицині. Не всі білки можна отримати з бактерій, оскільки іноді для їх експресії потрібна укладка або модифікація, можлива лише з використанням апарату, який є тільки у ссавців. На сьогодні одним з найвдаліших підходів до отримання таких білків — використання молока трансгенних тварин. Цей підхід з великим комерційним успіхом використовується компанією PPL Pharmaceuticals, заснованою у 1987 році в Единбурзі для виробництва альфа-1-антитрипсина. Це білок, що міститься в крові людини. Мутація в гені, що кодує цей білок, призводить до неконтрольованої активності еластази і зрештою до емфіземи легень. Зараз ген, що кодує альфа-1-антитрипсин, вбудований у геном вівці, його отримують з молока (він становить близько 50 % загальної кількості білка, що присутній у молоці) і використовують як препарат для лікування емфіземи. Зараз компанія «PPL Pharmaceuticals» працює над програмою виробництва генноінженерного фібриногену. Його планують використовувати як клей для з'єднання тканин після хірургічних операцій. У березні 2011 вдалося експресувати рекомбінантний людський лізоцим у молоці великої рогатої худоби.
Один з інших напрямків у створенні трансгенних тварин — прискорення їхнього росту та інших якостей, важливих для господарства. Наприклад, у геном лосося ввели ген, що кодує гормон росту бельдюги, який активує гормон росту лосося. Такий лосось ріс у 10 разів швидше ніж звичайний і його вага у 30 разів перевищувала норму.
У 2010 році вчені створили у лабораторії комарів, стійких до малярії. Трансгенних мишей використовують для вивчення різноманітних хвороб та фундаментальних досліджень з молекулярної та клітинної біології.
У 1999 вчені з Університету Guelph в Онтаріо (Канада) створили генетично модифікованих свиней Enviropig. Вони втрачають на 30−70,7 % менше фосфору з екскрементами ніж звичайні свині.
У 2009 японські вчені повідомили, що їм вдалося перенести ген в один з видів приматів — мармозетку Гьольді. Таким чином вперше було створено першу стабільну трансгенну лінію приматів. В них планують досліджувати хворобу Паркінсона, але також розглядають можливість дослідження бічного аміотрофічного склерозу та хвороби Гантінгтона.
У 2011 році дослідникам з Китаю вдалося перенести у геном корів людські гени та отримати корів, що виробляють молоко з такими ж властивостями як молоко людини.

### Трансгенні рослини
Генетично модифіковані рослини — це рослини, ДНК яких модифіковане шляхом застосування генетичноінженерних методів. Основною ціллю створення ГМ рослин є представлення нових сортів із специфічними ознаками, які не притаманні для рослин цього виду. Прикладом таких ознак можуть бути стійкість до різного роду гербіцидів, шкідників, стійкість до несприятливих умов зовнішнього середовища (солестікість, посухостійкість тощо) чи набуття нових якостей харчового значення. Найпоширенішими методами, які дозволяють здійснити привнесення чужорідної ДНК-конструкції в геном рослини, є біолістичний метод та використання Ті-плазміди від Agrobacterium tumefaciens. Під час біолістичного методу використовуються золоті або вольфрамові частинки (носії) діаметром 0,4-1,2 мкм із закріпленою на них специфічною ДНК-конструкцією. Такими частинками здійснюється «обстріл» під високим тиском рослинної тканини чи поодиноких клітин. Таким чином, носії проникають в середину клітини. Цей метод був успішно використаний для багатьох сільськогосподарських культур. Особливо метод біолістики ефективно використовується при модифікуванні однодольних рослин, таких як пшениця, кукурудза та ін.
Для трансформування дводольних рослин найчастіше використовують агробактеріальну трансформацію, розроблену на основі природного процесу. Ґрунтова бактерія A. tumefaciens здатна інфікувати дводольні рослини, викликаючи утворення пухлин — «корончасті галли». Під час інфікування відбувається вбудовування в геном рослинної клітини специфічного сегменту бактеріальної плазмідної ДНК — Т-ДНК (від англ. transferred DNA). Т-ДНК — частина плазміди, яка індукує розвиток пухлини; її несуть більшість штамів A. tumefaciens. Під час інфікування агробактерією рослинної клітини транспортування Т-ДНК відбувається за тим же принципом, що й у випадку перенесення плазмідної ДНК з донорської клітини до реципієнтної під час процесу кон'югації.

## Історія
Перше повідомлення про успішне створення ГМ рослини з'явилося у 1983 році, де описувалось перенесення гену стійкості до комах у рослини тютюну. Першими ГМ рослинами, дозволеними для харчування людини, були FlavrSavr томати, створені каліфорнійською компанією Calgene. Ці томати мали покращену здатність до зберігання завдяки гену полігалактуронази. Вперше вони були комерціалізовані 1994 року в США. Станом на 2009 рік, через 15 років після початку комерціалізації, трансгенні рослини вирощувалися вже на 134 млн га (9 % від загальних 1,5 млрд га світових площ сільськогосподарських земель). Зараз трансгенні рослини вирощують у 25 країнах, в яких проживає 3,6 млрд або 54 % світового населення. Шість країн з найбільшими площами вирощування генетично модифікованих культур — це США (64,0 млн га), Бразилія (21,4 млн га), Аргентина (21,3 млн га), Індія (8,4 млн га), Канада (8,2 млн га), та Китай (3,7 млн га). Решта 7 млн га площ посівів трансгенних рослин припадають на 19 інших країн світу. З 1996 по 2009 рр. світові площі, на яких вирощуються ГМ рослини, зросли у 80 разів. Станом на 2009 рік ще у 32 країнах такі рослини були дозволені для ввезення та використання як продукти харчування для людини і тварин.

## Міжнародна база ГМО
На сайті International Service for the Acquisition of Agri-biotech Applications (ISAAA) [Архівовано 6 жовтня 2013 у Wayback Machine.] поданий міжнародний список ГМО 428 харчових рослин, в які у будь-який час у будь-якому місці світу були додані чужі гени.

## ГМО в Україні
23 серпня 2023 року Верховна Рада ухвалила в цілому законопроєкт № 5839 «Про державне регулювання генетично-інженерної діяльності та державний контроль за обігом генетично модифікованих організмів і генетично модифікованої продукції для забезпечення продовольчої безпеки».